# Jednostka Wojskowa Nil
Jednostka Wojskowa NIL im. gen. bryg. Augusta Emila Fieldorfa „Nila” (w latach 2009–2011 Jednostka Wsparcia Dowodzenia i Zabezpieczenia Wojsk Specjalnych im. gen. bryg. Augusta Emila Fieldorfa „Nila”) – jednostka wojskowa Wojsk Specjalnych.

## Przeznaczenie
JW Nil ma za zadanie prowadzić rozpoznanie w tym również rozpoznanie radiowe, rozpoznanie obrazowe, rozpoznanie osobowe i analizę rozpoznawczą, wspierać dowodzenie oraz zapewniać zabezpieczenie logistyczne i łączność wojskową. W okresie 2009-1.1.2014 ta krakowska jednostka wojskowa wypełniała zadania na rzecz Dowództwa Wojsk Specjalnych, obecnie rozformowanego. Od 1.1.2014 JW Nil podlega Dowództwu Generalnemu Rodzajów Sił Zbrojnych.

## Historia
W dniu 2 grudnia 2008 wydano decyzję do rozpoczęcia formowania JWDiZWS. W 2009 nastąpiło formowanie Jednostki Wsparcia Dowodzenia i Zabezpieczenia Wojsk Specjalnych. Z dniem 31 lipca 2009 r. Minister Obrony Narodowej nadał jednostce imię patrona – gen. bryg. Augusta Emila Fieldorfa „Nila” oraz ustanowił doroczne Święto Jednostki w dniu 6 września. 18 marca 2011 zmieniono nazwę na Jednostka Wojskowa „Nil”, a w święto jednostki otwarto aleję im. gen. Fieldorfa.
Część żołnierzy JW Nil pełniła służbę w ramach wojsk operacyjnych PKW Afganistan. Wspierali informacyjnie, logistycznie i dowodzenie żołnierzy JW Komandosów (TF-50) i JW Grom (TF-49) m.in. przez rozpoznanie IMINT przy pomocy FlyEye i ScanEagle oraz przez HUMINT.
17 października 2012 ujawniono operację zwalczania przeciwników ISAF i zniszczenia obozu szkoleniowego w Paktice. Działania rozpoznawcze na rzecz operacji prowadzonej przez TF50 i afgańskich policjantów Provincial Response Company Ghazni prowadził pododdział JW Nil.

Insygnia
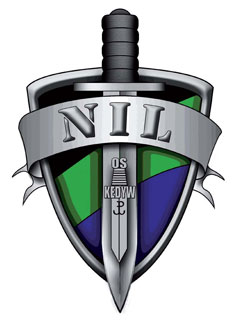
Odznaka pamiątkowa JW NIL
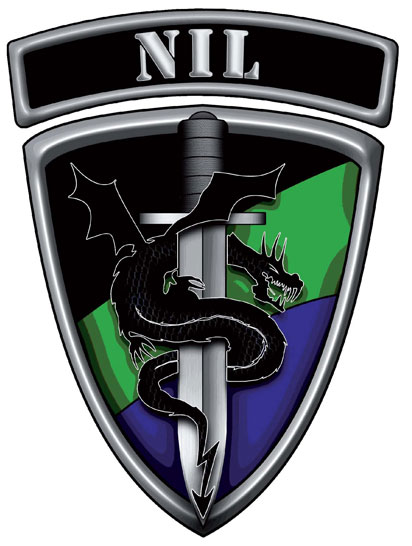
Oznaka rozpoznawcza JW NIL
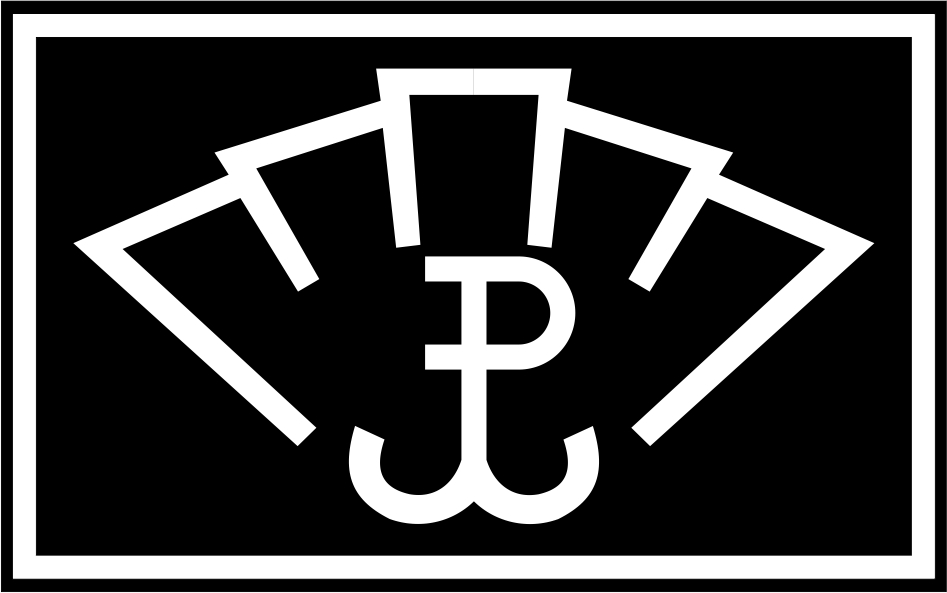
Oznaka rozpoznawcza Zespołu Wsparcia Informacyjnego JW NIL na mundur wyjściowy
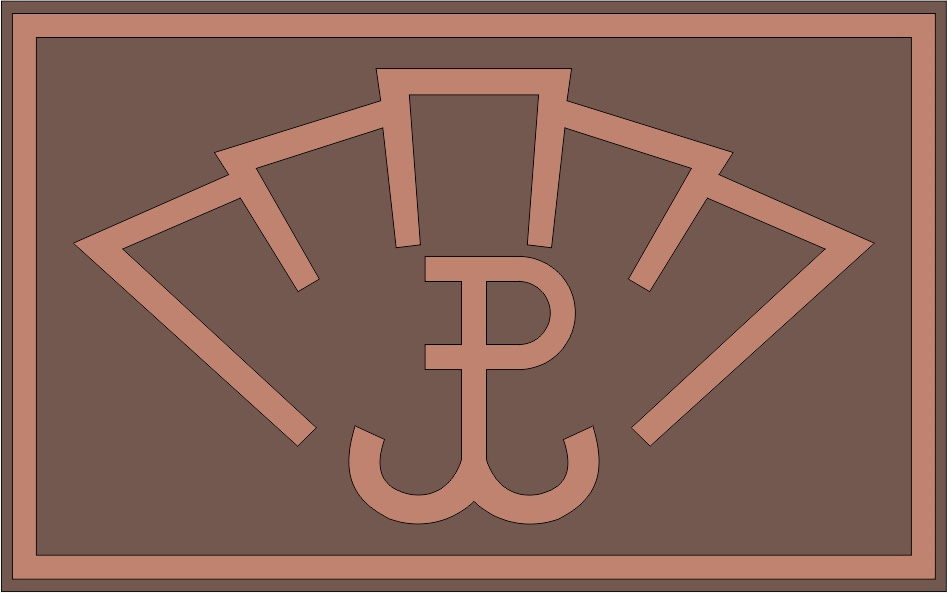
Oznaka rozpoznawcza Zespołu Wsparcia Informacyjnego JW NIL na mundur polowy

## Wyróżnienia
W dniu 2 maja 2012, w Święto Flagi Rzeczypospolitej Polskiej, JW Nil została wyróżniona przez Prezydenta RP Flagą Rzeczypospolitej Polskiej.

## Struktura
- Dowództwo
  - Sztab
  - Zespół Zabezpieczenia Logistycznego
  - Zespół Dowodzenia
  - Zespół Wsparcia Informacyjnego
  - Grupa Zabezpieczenia Medycznego

## Dowódcy
- 2009 – 3 stycznia 2013: płk Mariusz Skulimowski[8]
- 3 stycznia 2013 – 7 września 2018: płk Mirosław Krupa[9]
- 7 listopada 2018 – 1 lutego 2023: płk Andrzej Gardynik
- 1 lutego 2023 – obecnie: płk Piotr Gomuła[10]